# 伊比利亞鳥屬
伊比利亞鳥屬（意為「伊比利的中古鳥類」），又名伊比利亞中鳥，是一種原始鳥類。其化石是於1985年在西班牙昆卡省拉斯奧亞斯（Las Hoyas）的下白堊紀地層發現。牠們生存於1億3700萬-1億2100萬年前的豪特里維階及巴列姆階。該地層曾是圍繞湖泊的森林。伊比利亞鳥的身體比始祖鳥更為進化。同期的其他鳥類大部份是有爬行類長尾巴的特徵，但伊比利亞鳥的脊椎末端只是連接尾羽的尾綜骨。伊比利亞鳥雙翼有爪，但拇指退化。胸籃並沒有鉤突。

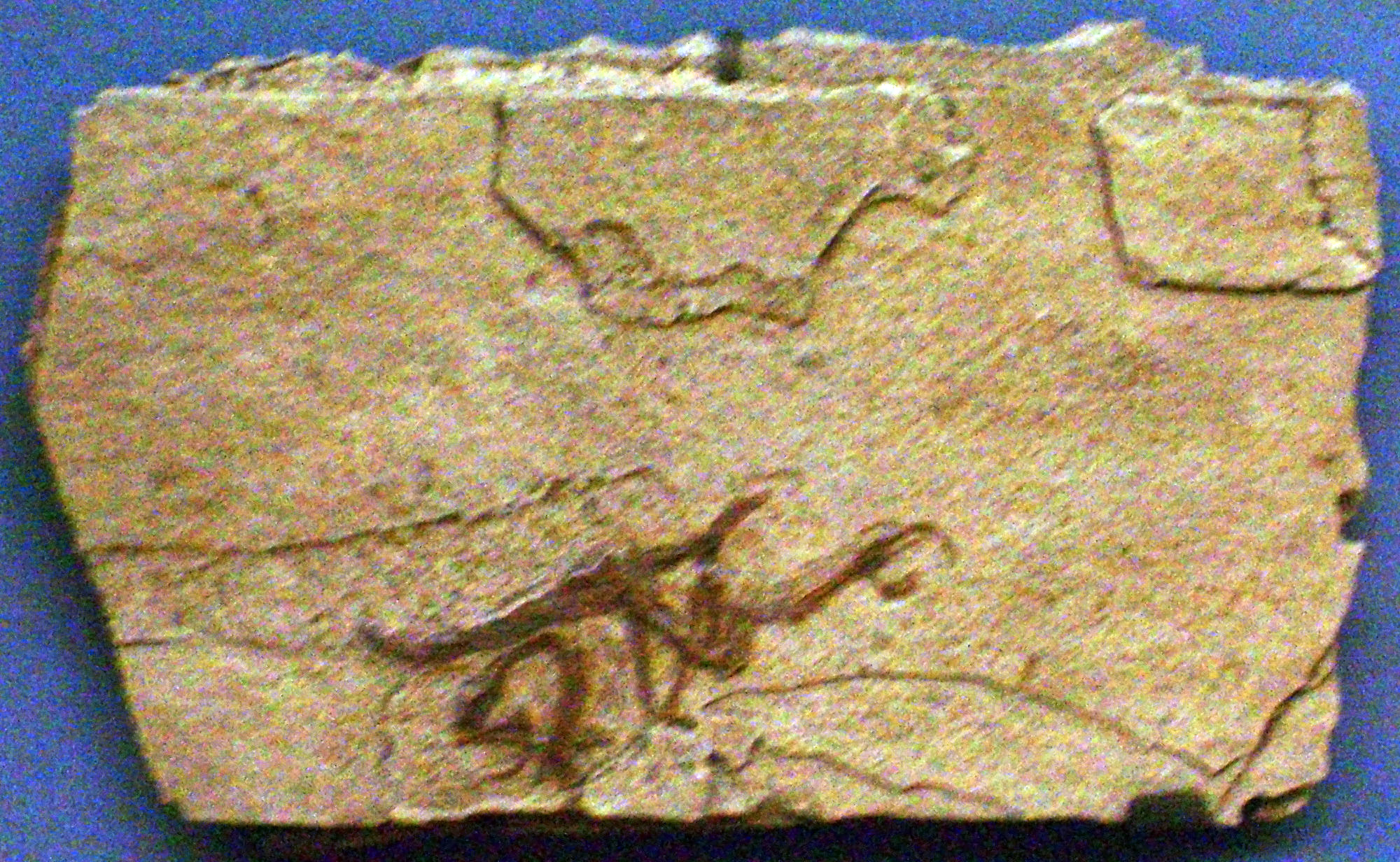
弱氏伊比利亞鳥的化石。

伊比利亞鳥體型極小，全長估計約 9 公分，翼展可能不及 15 公分，體重 9.5 克，遠小於現今的麻雀，也是歐洲最小的中生代鳥類。但牠們飛行能力相當好，且可能會獵食昆蟲及細小的動物。牠們喜歡棲息在水邊環境，在水面上可以捕捉昆蟲。雖然牠們可以做出多種飛行的動作，如轉向及俯衝，但卻可能不能在低速下行動自如。牠們會用長腳上的爪抓著樹枝休息。牠們似乎不能唱歌，只能發出簡單尖叫聲。
由於至今未有發現其頭顱骨，牠們的食性仍只是一個推測。在發現伊比利亞鳥後，多種反鳥亞綱的化石都在中國遼寧出土。一些中國的物種，如中國鳥及孔子鳥都可以幫助了解伊比利亞鳥。

## 大眾文化
伊比利亞鳥有在《與恐龍共舞》中出現，並且被描繪成為有鮮藍色的羽毛。